# منطقه کاندریان-گلوسستر
منطقه کاندریان-گلوسستر یکی از منطقه های استان بریتانیای نو غربی واقع در کشور پاپوآ گینه نو می باشد. مرکز این منطقه کاندریان است. این منطقه خود از ۵ فرمانداری محلی تشکیل می گردد که هر فرمانداری به منظور سهولت در امر آمارگیری خود به چند بخش تقسیم می شود.

## تقسیمات
این منطقه دارای ۵ فرمانداری محلی است که اسامی آن ها به شرح زیر است:
- فرمانداری محلی روستایی گاسماتا
- فرمانداری محلی روستایی گلوسستر
- فرمانداری محلی روستایی کاندریان ساحلی
- فرمانداری محلی روستایی کاندریان داخلی
- فرمانداری محلی روستایی کووه-کالیائی